# 小椋恵子
小椋 恵子（おぐら けいこ、10月15日 - ）は日本の女性ナレーター。岐阜県出身。シグマ・セブン所属。
主に情報番組を中心としたナレーションに携わっている。

## 出演番組
- EX
  - スーパーモーニング あぶない兆候
  - 家政婦は見た!20周年記念特別企画
  - ザ・スクープ
  - スーパーJチャンネル
- TX
  - ワールドビジネスサテライト（月～金）
  - WBM 土曜版
- TOKYO MX
  - フランス エネルギー探訪
- NHK BShi
  - ヨーロッパの鬼才 京都に花を生ける －ダニエル・オスト in 仁和寺－
- BS-i
  - iコレクション
  - 豪華世界一周夢のクルーズ ～ドクターの航海日誌～
  - 北欧クルーズ
  - シネマクルーズ
  - 楽園クルーズ
- BS日テレ
  - 人生の選択～Meister Collections～
- BSジャパン
  - 野鳥JAPAN
- BS朝日
  - 辰巳琢郎の家物語
- CS 衛星劇場
  - 新作映画情報
- CS 旅ch
  - アジアンリゾートシリーズ
- ケーブルネット
  - 日本みたまま

## 出演作品

### 舞台
- 2002年
  - 銀座小劇場にて語りライブ自主公演